# Разборка в Гонконге
«Разборка в Гонконге» (англ. Police Woman) — гонконгский криминальный боевик, снятый режиссёром Чжу Му в 1973 году. «Разборка в Гонконге» — это американское название фильма, оригинальное название можно перевести как «Женщина-полицейский». Фильм интересен тем, что Джеки Чан здесь играет редкую для себя отрицательную роль, также Джеки Чан выполняет здесь обязанности постановщика трюков и боевых сцен.

## Сюжет
Гонконгский таксист Чен Чин (Чарли Цинь) подвозит незнакомку, которая спасалась от преследования бандитов. Внезапно она умирает, но успевает спрятать в машине Чена сумочку, в которой находятся фотографии, компрометирующие одну банду.
Вскоре таксиста Чена начинают преследовать бандиты во главе с Джеки (Джеки Чан) и пытаются отобрать злополучную сумочку, о которой сам Чен ничего и не знает. Позже Чена находит девушка-полицейский (Юань Цю) и говорит, что она сестра умершей незнакомки. Вместе они начинают собственное расследование.

## Создание фильма
В начале 70-х годов Джеки Чан подписал контракт с киностудией Great Earth Film Company и получил должность постановщика трюков, а также иногда сам играл в фильмах компании. До этого Джеки Чан зарабатывал на жизнь каскадером или играя в массовках. После ряда провальных картин, одной из которых и был фильм «Разборка в Гонконге», компания «Great Earth Film Company» разорилась и закрылась. В одной из своих автобиографических книг, Джеки Чан так вспоминает об этом событии:
Мы с нетерпением ожидали статистики сборов в надежде, что по крайней мере покроем затраты и, быть может, заработаем достаточно денег, чтобы выплатить задержанную зарплату, которая накапливалась, как снежный ком. Чуда не случилось. "Женщина-полицейский" (прим. оригинальное название фильма) стала еще одним крахом. В тот день, когда бухгалтер огласил нам цифры, лицо директора побледнело. Я не знал, что сказать, и потому держал рот на замке. Казалось, произошло нечто страшное. В конце того трагического дня директор и несколько администраторов "Great Earth Film Company" вызвали меня на совещание.
- Привет, Юань Лун (прим. первый псевдоним Джеки Чана). Проходи, - сказал директор. - Я должен кое-что тебе сообщить, и я знаю, что это тебя расстроит. Да я и сам чувствую себя подавленным. 
Он с неловкостью посмотрел на остальных начальников, которые старательно блуждали взглядами по комнате. 
- Что случилось? - спросил я, испытывая странное ощущение, что мне и так понятно, что он сейчас скажет.
- Мы решили распустить компанию, - сказал он. - У нас больше нет денег, и мы даже не в состоянии выплатить зарплату. Мне очень жаль. - Он уронил голову на руки. - Мне так жаль...

## Факты
- В титрах американской версии фильма, режиссёр Чжу Му обозначен как Hdeng Tsu.